# Santa Brigida (Roma)
Santa Brigida ou Igreja de Santa Brígida (em sueco:  Birgittahuset) é uma igreja conventual no rione Regola de Roma, Itália, dedicada a Santa Brígida e a igreja nacional dos suecos católicos na cidade. É conhecida também como Santa Brigida a Campo de' Fiori, pois foi construída num local que, na época, era parte do Campo de' Fiori, mas que hoje é parte da distinta Piazza Farnese.

## História
Uma primeira igreja foi construída no local durante o pontificado de Bonifácio IX (r. 1389—1404), mas foi abandonada. Em 1513, Peder Månsson, futuro bispo de Västerås, na Suécia, erigiu uma nova igreja, que foi depois oficialmente concedida ao arcebispo de Uppsala pelo papa Paulo III (r. 1534–1549).
Esta igreja foi restaurada no início do século XVIII, durante o pontificado de Clemente XI (r. 1700–1721).
Em 1828, o papa Leão XII cedeu o convento e a igreja para os cônegos de Santa Maria in Trastevere, que não tinham recursos para restaurá-la e, por isso, a cederam para a Congregação da Santa Cruz, de origem francesa, em 1855. Eles restauraram a igreja e os aposentos de Santa Brígida entre 1857 e 1858.
O proprietário seguinte foi o ramo polonês da Ordem dos Carmelitas, a quem o convento e a igreja foram doados em 1889, que mantiveram o controle até 1930, quando ela foi devolvida para a Ordem dos Brigitinos.

## Arquitetura
A fachada atual foi construída em 1705 por Pietro Giacomo Patriarca e decorada com estátuas de "Santa Brígida" e sua filha, "Santa Catarina", ambas de Andrea Fucigna. Algumas poucas mudanças, como o formato das janelas, foram feitas no século XIX.
O projeto do campanário neo-românico, acrescentado em 1894, é atribuído ao arquiteto Raffaele Ingami, que realizou boa parte das obras de consolidação do convento na época.

## Interior
No interior estão duas fontes de água benta em mármore. Na da direita pode ser visto o lírio da família Farnese, colocado ali quando o cardeal Odoardo Farnese era o protetor do convento, entre 1601 e 1626. No da esquerda está o brasão da Ordem Carmelita. Outro protetor foi o cardeal Virginio Orsini, cujo brasão pode ser visto numa bacia de mármore na sacristia.
No início do século XVIII, a igreja foi agraciada com seis pinturas com cenas da "Vida de Santa Brígida", de Biagio Puccini, realizadas entre 1702 e 1705. Entre 1709 e 1711, Puccini também pintou o enorme afresco no teto, com a "Glória de Santa Brígida" no centro, uma obra claramente influenciada pelo grande relevo em mármore da "Glória de Santa Catarina de Siena", de Melchiorre Cafà, da década de 1660.
Há três placas comemorativas recentemente (2015) descobertas na igreja, mas nenhuma delas em sua posição original. Duas delas, uma na entrada da Capela de São Ricardo e outra na porta da sacristia, podem ter estado no quarto de Santa Brígida e a terceira provavelmente estava na fachada até a construção da nova igreja no século XVI.
As pinturas da igreja foram restauradas para a grande celebração do jubileu dos brigitinos em 1991.

### Capela de São Ricardo
Perto da entrada estão duas portas. Uma leva à Capela de São Ricardo e a outra, à nova sacristia (1894). A capela foi construída em 1894 em estilo neogótico por Raffaele Ingami. Ela foi dedicada a um monge brigitino inglês, Richard Reynolds, que foi martirizado em Londres em 1535, considerado o mais importante mártir da ordem. Ela era originalmente dedicada a Nossa Senhora das Dores e uma inscrição deste período está preservada no altar. Nas paredes estão seis telas com cenas da "Vida da Virgem", de Eugenio Cisterna.
No lado direito está o cenotáfio de Nils Karlsson Bielke (m. 1765), de Tommaso Righi, um descendente de um dos irmãos de Santa Brígida. Depois de se converter ao catolicismo, ele viveu exilado em Roma e chegou a ser um senador. Não se sabe onde ele foi enterrado. Também do lado direito está o "Altar de Nossa Senhora", com uma tela de Virginio Monti da "Madona com o Menino" numa clássica cena paisagística realizada no século XIX. É uma cópia de um original perdido de Annibale Carracci.
Do lado oposto deste altar está o "Altar de Santa Catarina da Suécia", redecorado em 1894. A pintura, do mesmo ano, é de Eugenio Cisterna, um pupilo de Virginio Monti. Ela originalmente representava "Santa Brígida e Santa Teresa de Ávila", mas quando a igreja foi dada para as irmãs brigitinas em 1930, a figura de Santa Teresa foi alterada para representar Santa Catarina.

### Capela de Santa Catarina
Na cripta está a Capela de Santa Catarina, dedicada em 1972. Ela contém setenta lugares e é utilizada pela Igreja da Suécia, que realiza serviços litúrgicos luteranos ali aos domingos e quintas-feiras.

## Convento
A igreja é parte do convento das irmãs brigitinas. O edifício originalmente era de Francesca Papazurri, que se tornou uma grande amiga de Santa Brígida durante o Ano Santo de 1350. Ele era conhecido na época como Palatium Magnum, o "Grande Palácio". Brígida viveu ali por dezenove anos e seus aposentos foram preservados. Depois da morte da santa, a casa foi doada para casa matriz da ordem, em Vadstena, e foi utilizada como hospício para peregrinos e clérigos suecos visitando Roma.
No século XVI, a Reforma Protestante provocou mudanças radicais. O convento passou a abrigar católicos suecos que preferiram o exílio à conversão forçada. Entre os que viveram ali neste período está Johannes Magnus (1488–1544), o último arcebispo católico da Suécia. Olaus Magnus chegou em 1549 e organizou uma gráfica no local, publicando as revelações de Santa Brígida em 1557. Como a casa matriz em Vadstena foi suprimida, um cardeal foi feito protetor do convento. Durante seu exílio, de 1673 até sua morte em 1689, a rainha Cristina da Suécia foi sua protetora também.
O edifício foi restaurado pelo papa Clemente XI (1700–1721) e, desde então, somente pequenas alterações foram feitas em sua fachada.
É possível visitar os aposentos de Santa Brígida e Santa Catarina, sua filha e primeira abadessa das irmãs brigitinas. Eles abrigam relíquias das duas e estão decorados com pinturas sobre suas vidas. As capelas de Santa Brígida e Santa Catarina foram instaladas em seus respectivos quartos.

## Galeria

Imagens da igreja
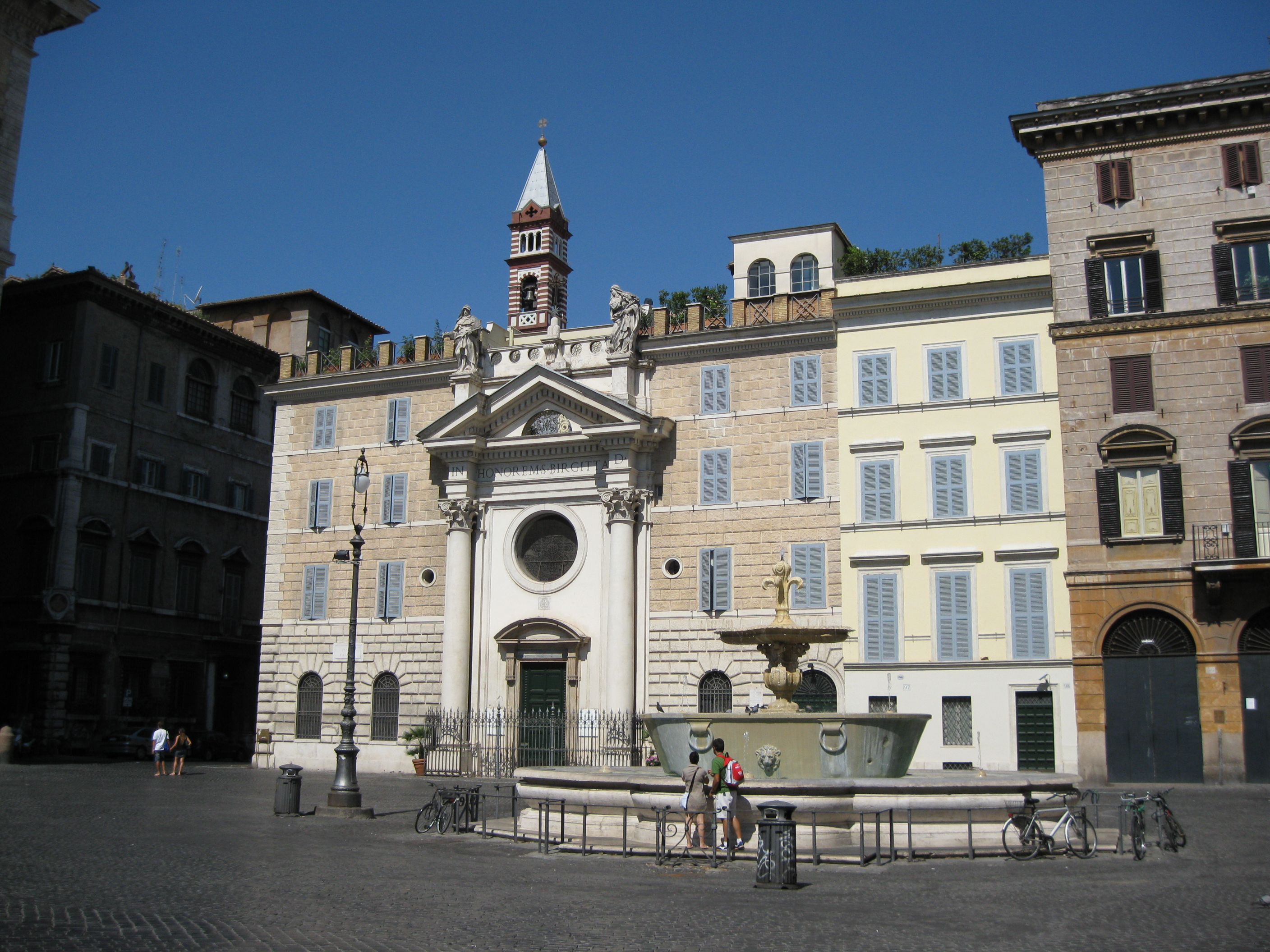
Vista geral da igreja, o convento e o campanário do século XIX.
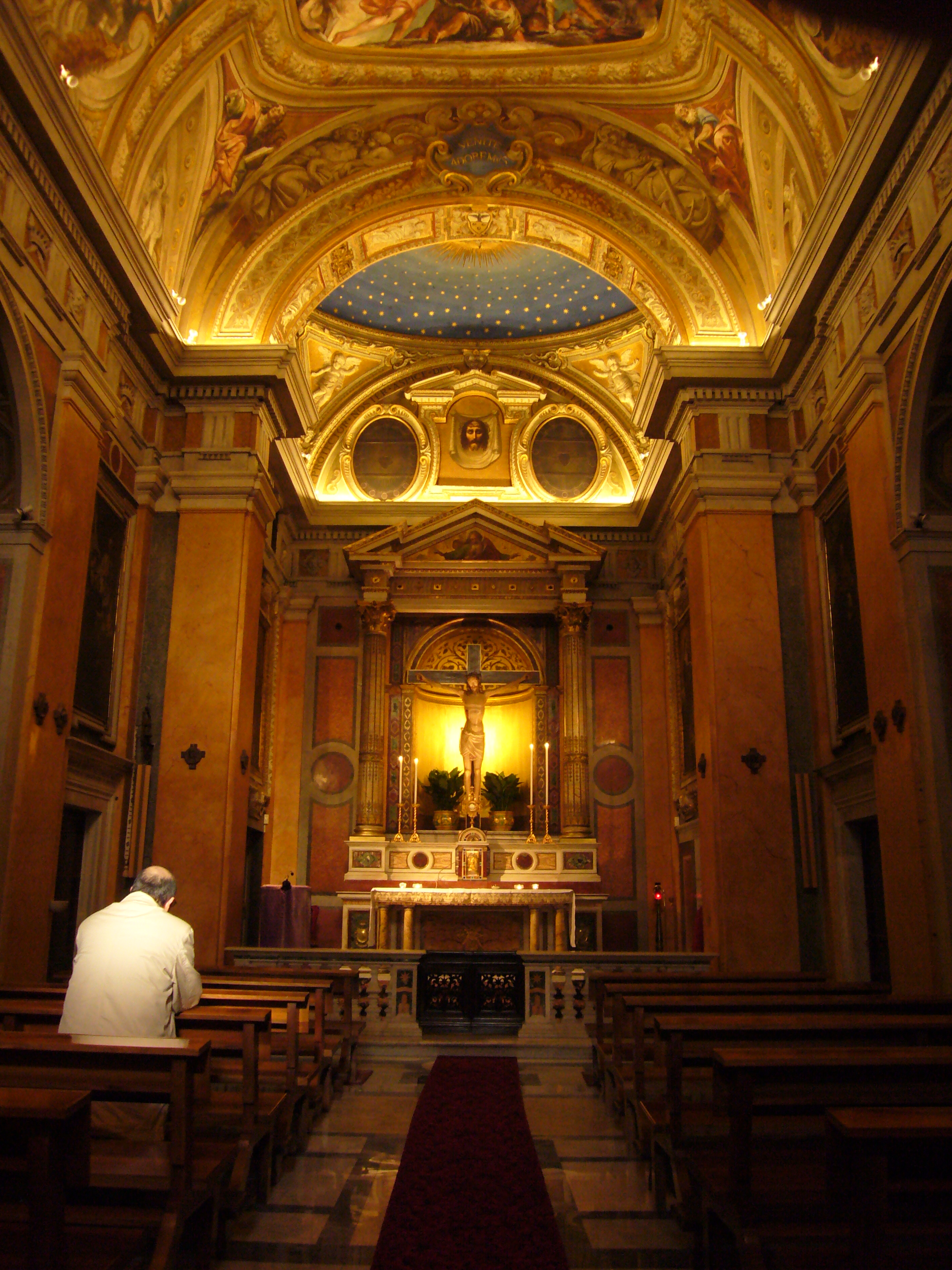
Interior.
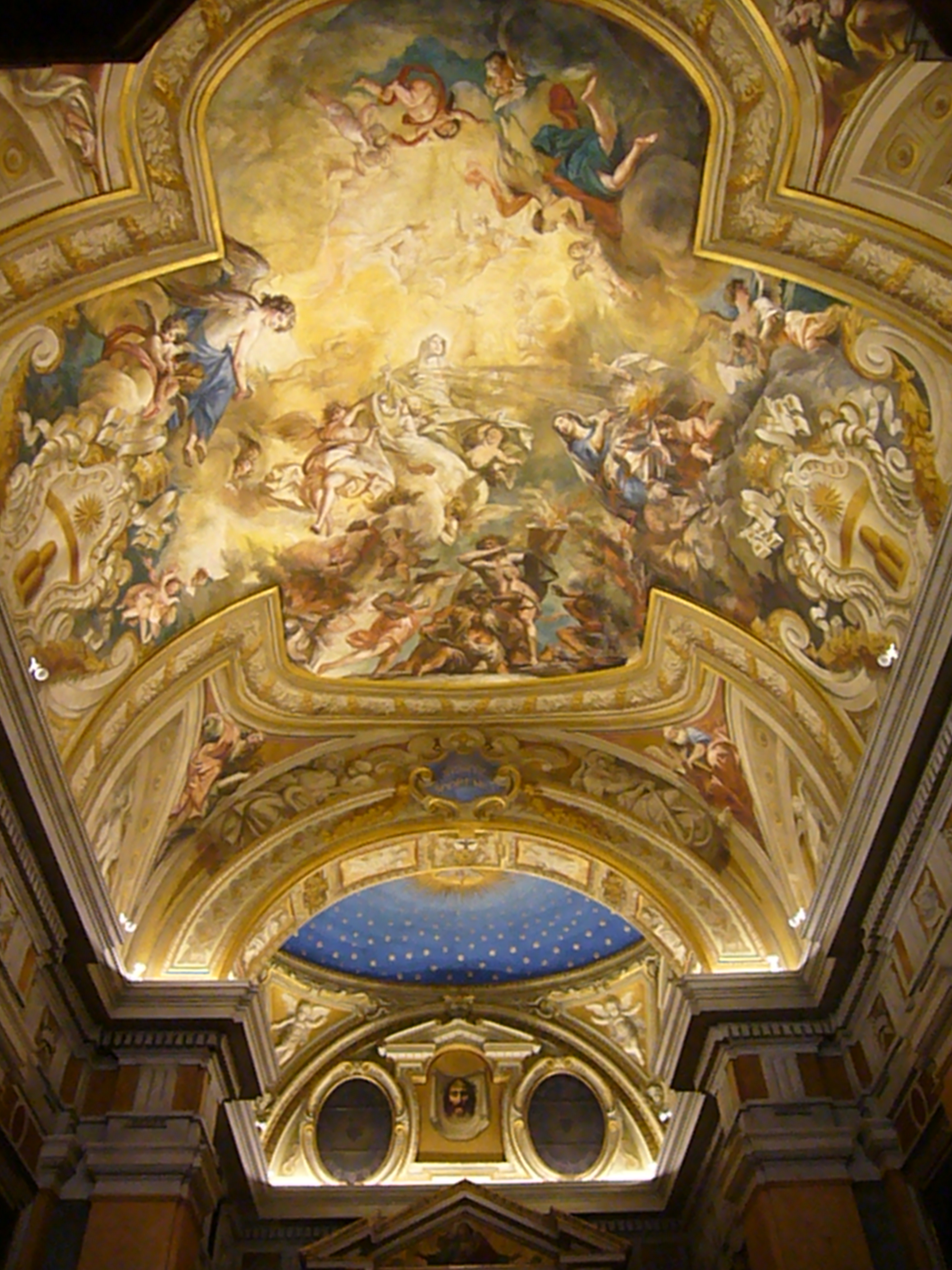
"Glória de Santa Brígida da Suécia", de Biagio Puccini.
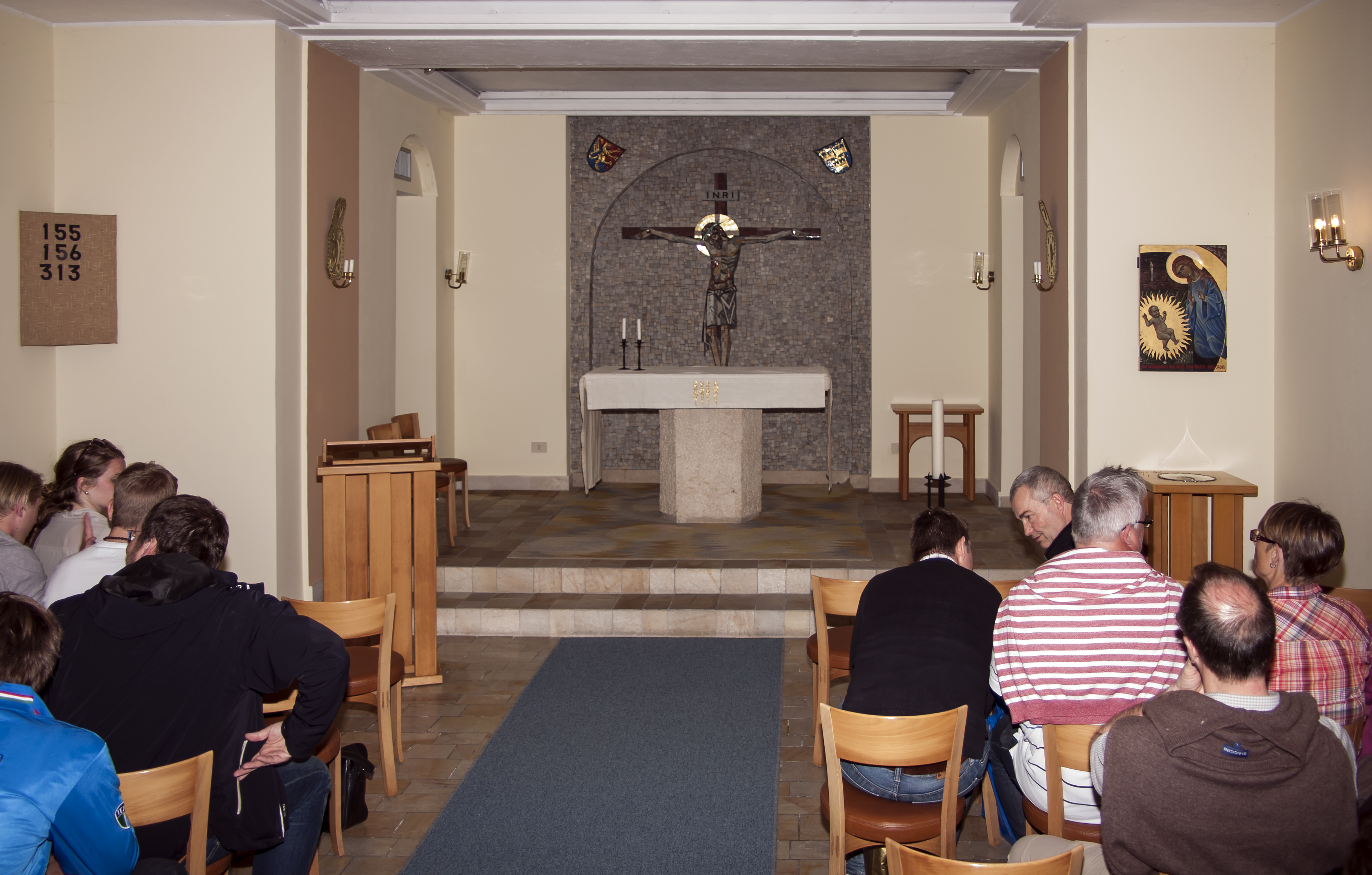
A capela de Santa Catarina, na cripta.